# ImagiNAC
ImagiNAC – stworzony przez Narodowe Archiwum Cyfrowe program do masowego przetwarzania obrazów cyfrowych, w tym także skanów archiwaliów. Jest to pierwszy program komputerowy zbudowany i udostępniany przez instytucję administracji państwowej w Polsce na zasadach open source (licencja GPL).

## Możliwości programu
- masowe, wsadowe (seryjne) przetwarzanie plików graficznych z rozbudowanymi możliwościami
- określenia nazewnictwa plików wynikowych
- przekształcanie obrazu: zmiana rozmiaru, obracanie, odbicie lustrzane, dodawanie marginesu, zmiana rozdzielczości DPI, transformacja kształtu obrazu względem osi pionowej lub poziomej, zawijanie obrazu;
- operacje na kolorach: zmiana nasycenia, kwantowanie, wyrównanie, negacja, normalizacja;
- dostosowywanie ostrości, kontrastu i jasności obrazu;
- dodawanie znaku wodnego lub tekstu z możliwością określenia ich przezroczystości i pozycji na obrazie.